# NEW 솔드 아웃
《NEW 솔드 아웃》은 2014년에 온스타일에서 방송된 패션 서바이벌 프로그램이다.